# Kosmonaut Festival
Das Kosmonaut Festival war ein deutsches Musikfestival, das von 2013 bis 2019 jährlich am Stausee Oberrabenstein bei Chemnitz stattfand und von den Mitgliedern der Band Kraftklub gegründet wurde. Es fand 2013 eintägig statt und wurde 2014 auf zwei Tage ausgedehnt. Im Februar 2020 wurde bekannt gegeben, dass das Festival nicht mehr stattfinden wird.

## Geschichte
Das Kosmonaut Festival fand erstmals im Sommer 2013 auf Initiative der Band Kraftklub aus Chemnitz statt und war sogleich ausverkauft. Als Veranstaltungsort wurde der Stausee Oberrabenstein in Chemnitz gewählt, der bis 2006 auch für das splash!-Festival genutzt wurde. Ziel des Festivals war, für Chemnitz nach dem Weggang des splash! in die Ferropolis wieder ein relevantes Musikfestival aufzubauen. Indirekter Namensgeber war der Raumfahrer Sigmund Jähn.
Als Headliner spielten 2013 die Bands Abby, Ahzumjot und Frittenbude, hinzu kam als Überraschungsakt die Initiatoren-Band Kraftklub, die unter dem Namen „Kosmonauten“ auftrat. Nach eigenen Angaben arbeitete das Organisationsteam des Veranstalters „Landstreicher Booking“ eng mit dem „splash!“-Team zusammen. Das splash!-Mag ist auch Medienpartner des Kosmonaut Festivals.
Aufgrund des Erfolgs wurde das Festival für 2014 auf zwei Tage verlängert und das Programm entsprechend ausgebaut, zudem wurde Camping während des Festivals ermöglicht. Neben Headlinern wie Casper und Alligatoah, die auf der Hauptbühne spielten, bespielten wie im Vorjahr weitere Bands die vor allem für elektronische Musik vorgesehene Blume-Open-Air-Bühne.

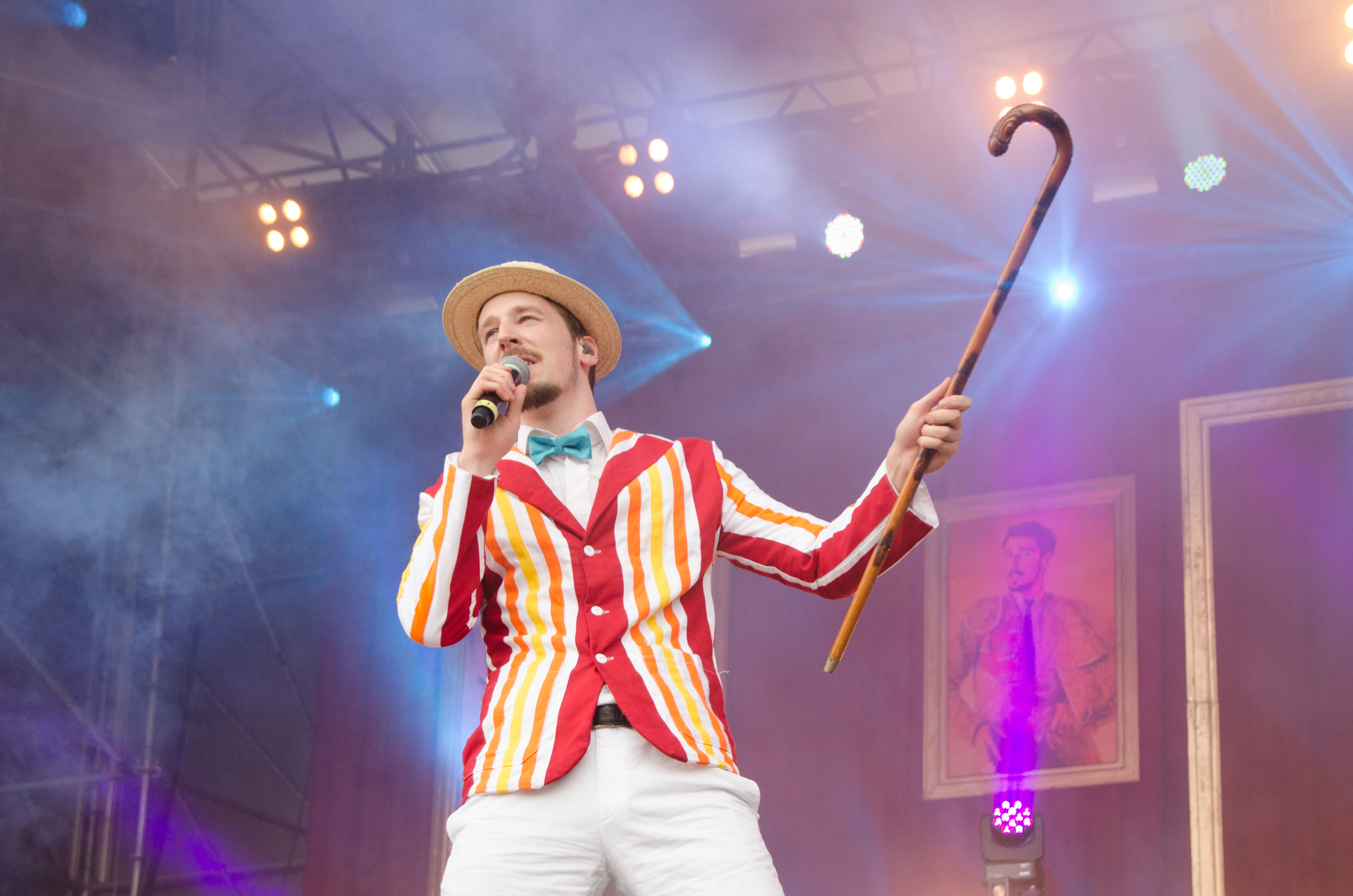
Alligatoah beim Kosmonaut Festival 2014

Im Februar 2020 kündigten die Organisatoren an, dass das Festival nicht mehr stattfinden werde. Für das Überleben der Veranstaltung wären Änderungen notwendig, die mit dem Charakter des Festivals nicht vereinbar seien. Es wurde ein Abschlusskonzert für den 8. August 2020 in Chemnitz angekündigt, was aufgrund der Corona-Pandemie abgesagt und nicht nachgeholt wurde.

## Line-up

### 2019
Tag 1
| Hauptbühne                        | Atomino Bühne | Kosmo Wash |
| --------------------------------- | ------------- | ---------- |
| Granada                           | Alli Neumann  | Pom Poke   |
| OG Keemo                          | Serious Klein | Mia Morgan |
| Nura                              | KeKe          | Yassin     |
| Leoniden                          | Die Nerven    | HOPE       |
| Bosse                             | TUA           | Hoe mies   |
| Scooter (als „geheime“ Headliner) | Shame         | Kid Simius |
|                                   | Fatoni        |            |

Tag 2
| Hauptbühne        | Atomino Bühne | Kosmo Wash         |
| ----------------- | ------------- | ------------------ |
| Pish              | Flut          | Ankathie Koi       |
| Kelvyn Colt       | Amilli        | Steiner & Madlaina |
| Giant Rooks       | Cari Cari     | BLOND              |
| Parcels           | Swutscher     | Lari Luke          |
| Von Wegen Lisbeth | Fil Bo Riva   | Drunken Masters    |
| K.I.Z             | Jugo Ürdens   |                    |
|                   | BHZ           |                    |

### 2018
Tag 1
| Hauptbühne                                                                          | Atomino Bühne |
| ----------------------------------------------------------------------------------- | ------------- |
| Yungblud                                                                            | Yukno         |
| Her                                                                                 | Rikas         |
| Faber                                                                               | Decibelles    |
| Käptn Peng & Die Tentakel von Delphi                                                | Noga Erez     |
| Feine Sahne Fischfilet                                                              | Idles         |
| Sonderedition: RIN, Bausa, Haiyti, Cro, Casper & Marteria (als „geheime“ Headliner) | Drangsal      |
|                                                                                     | Meute         |
|                                                                                     | Ufo361        |

Tag 2
| Hauptbühne    | Atomino Bühne          |
| ------------- | ---------------------- |
| Sam Vance-Law | SIND                   |
| Milliarden    | Ilgen-Nur              |
| Olli Schulz   | Goldroger              |
| Trettmann     | Ho99o9                 |
| RAF Camora    | Kat Frankie            |
| Milky Chance  | Sofi Tukker            |
| Kraftklub     | MC Bomber & Shacke One |
|               | Yung Hurn              |

### 2017
Tag 1
| Hauptbühne        | Atomino Bühne |
| ----------------- | ------------- |
| Leoniden          | Pabst         |
| Fil Bo Riva       | Blond         |
| Von Wegen Lisbeth | Giant Rooks   |
| Motrip            | Gurr          |
| Editors           | Coma          |
| Deichkind         | Maeckes       |
|                   | RIN           |
|                   | OK Kid        |

Tag 2
| Hauptbühne                          | Atomino Bühne         |
| ----------------------------------- | --------------------- |
| Max Richard Leßmann                 | Neufundland           |
| Parcels                             | Pomrad                |
| Mine                                | Voodoo Jürgens        |
| Bilderbuch                          | SXTN                  |
| AnnenMayKantereit                   | Fjørt                 |
| Beginner (als „geheimer“ Headliner) | Die Höchste Eisenbahn |
|                                     | Terrorgruppe          |
|                                     | 187 Strassenbande     |

### 2016
Tag 1
| Hauptbühne     | Noisey-Bühne      |
| -------------- | ----------------- |
| Casper         | SSIO              |
| Boy            | Mule & Man        |
| Prinz Pi       | Karate Andi       |
| Itchy Poopzkid | LGoony            |
| Okta Logue     | Schnipo Schranke  |
| Faber          | Von Wegen Lisbeth |
|                | Kagoule           |
|                | The Peters        |

Tag 2
| Hauptbühne                                        | Noisey-Bühne |
| ------------------------------------------------- | ------------ |
| Die Fantastischen Vier (als „geheimer“ Headliner) | Frittenbude  |
| Alligatoah                                        | Olli Schulz  |
| Wanda                                             | Turbostaat   |
| Feine Sahne Fischfilet                            | Drangsal     |
| Dota                                              | Die Nerven   |
| Parcels                                           | Giant Rooks  |
|                                                   | Playfellow   |

### 2015
Tag 1
| Hauptbühne                                    | Noisey-Bühne       |
| --------------------------------------------- | ------------------ |
| Marteria/Marsimoto (als „geheimer Headliner“) | Haftbefehl         |
| Beatsteaks                                    | Egotronic          |
| Thees Uhlmann                                 | Zugezogen Maskulin |
| Fink                                          | The Majority Says  |
| Wanda                                         | Trümmer            |
| Schmutzki                                     | Adam Angst         |
|                                               | Olympique          |
|                                               | Bombee             |

Tag 2
| Hauptbühne        | Noisey-Bühne       |
| ----------------- | ------------------ |
| Kraftklub         | Malky              |
| K.I.Z             | Roosevelt          |
| AnnenMayKantereit | Antilopen Gang     |
| Future Islands    | Vierkanttretlager  |
| Balthazar         | Razz               |
| Jesper Munk       | Remi               |
|                   | Talking to Turtles |
|                   | Der Ringer         |

### 2014
Tag 1
| Hauptbühne        | Blume Open Air Bühne |
| ----------------- | -------------------- |
| Casper            | Ronny Trettmann      |
| Alligatoah        | Cuthead              |
| Bosse             | Shakes Milano        |
| Mighty Oaks       | Lu Struh             |
| Bilderbuch        | Gimmix               |
| AnnenMayKantereit | Dominik Hisslinger   |

Tag 2
| Hauptbühne                             | Blume Open Air Bühne |
| -------------------------------------- | -------------------- |
| Fettes Brot (als „geheimer“ Headliner) | Pupkulies & Rebecca  |
| Klaxons                                | Milky Chance         |
| Blood Red Shoes                        | Tamte                |
| WhoMadeWho                             | Etwas anders         |
| Feine Sahne Fischfilet                 | Zorro                |
| The Durango Riot                       | Pandaro              |
| Still Trees                            | PK45                 |
|                                        | Cuki                 |

### 2013
| Hauptbühne                                           | Blume Open Air Bühne |
| ---------------------------------------------------- | -------------------- |
| BeiAbby                                              | T. B. Age            |
| Blond                                                | Dominik Hisslinger   |
| Ahzumjot                                             | Lu Struh             |
| Frittenbude                                          | Pandaro              |
| Kraftklub (als „geheimer“ Headliner Die Kosmonauten) | Pk45                 |
| Messer                                               | Mendoza              |